# کوکتل شیکر

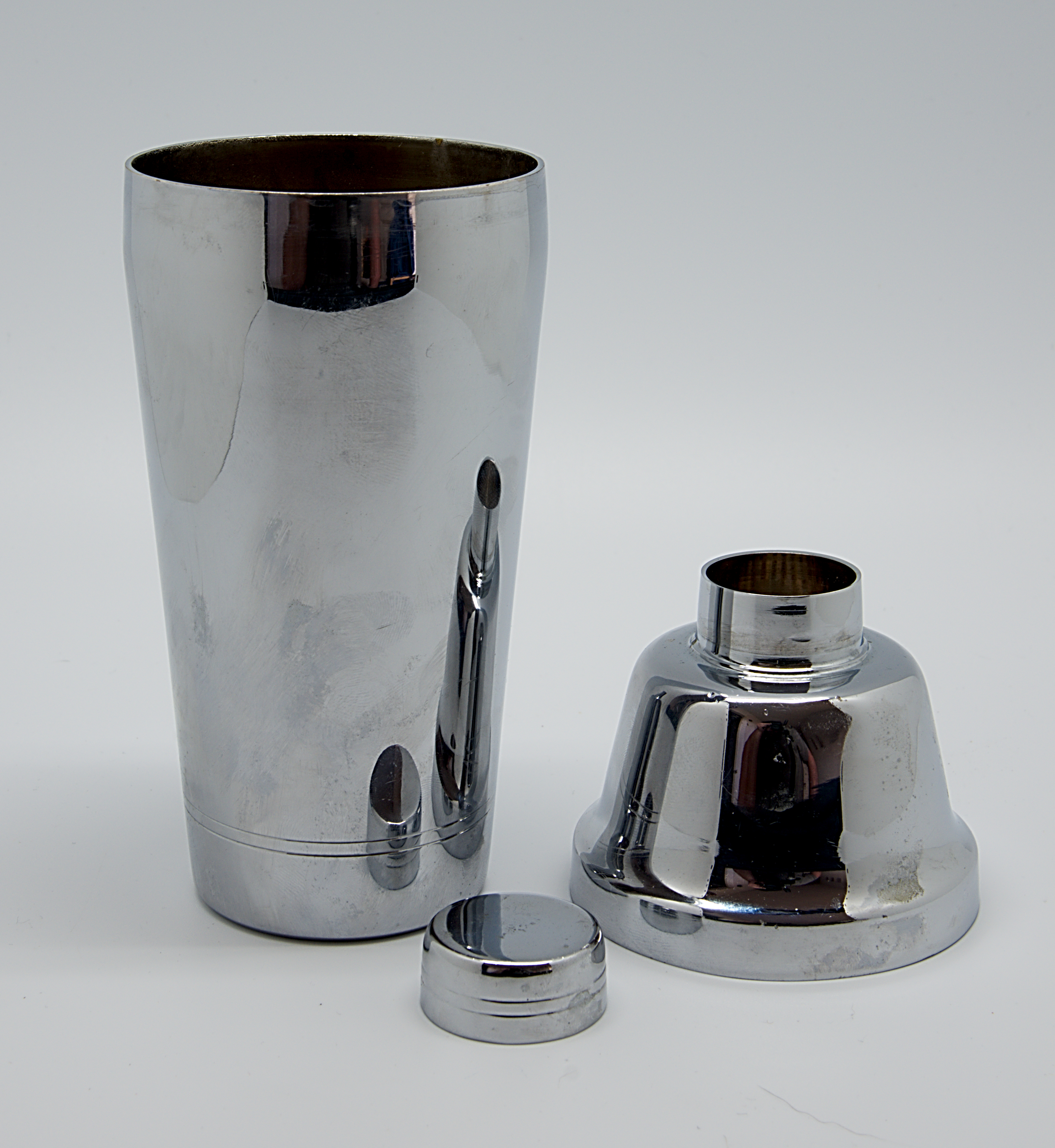
سه قسمت کوکتل شیکر

کوکتل شیکر (انگلیسی: Cocktail shaker)، وسیله ای است که برای مخلوط کردن نوشیدنی ها (معمولاً نوشیدنی الکلی) توسط تکان دادن استفاده می شود. هنگامی که یخ در شیکر قرار می گیرد، این امکان را فراهم می کند تا نوشیدنی قبل از سرو سریعتر خنک شود.